# Millepora tenera
Millepora tenera е вид безгръбначно животно от семейство Milleporidae. Видът не е застрашен от изчезване.

## Разпространение и местообитание
Разпространен е в Австралия, Американска Самоа, Бангладеш, Бахрейн, Британска индоокеанска територия, Вануату, Виетнам, Гуам, Джибути, Египет, Еритрея, Йемен, Израел, Индия, Индонезия, Йордания, Ирак, Иран, Камбоджа, Катар, Кения, Кирибати, Китай, Кокосови острови, Коморски острови, Кувейт, Мавриций, Мадагаскар, Майот, Малайзия, Малдиви, Малки далечни острови на САЩ, Маршалови острови, Мианмар, Микронезия, Мозамбик, Науру, Ниуе, Нова Каледония, Обединени арабски емирства, Оман, Остров Норфолк, Остров Рождество, Пакистан, Палау, Папуа Нова Гвинея, Провинции в КНР, Реюнион, Самоа, Саудитска Арабия, Северни Мариански острови, Сейшели, Сингапур, Соломонови острови, Сомалия, Судан, Тайван, Тайланд, Танзания, Токелау, Тонга, Тувалу, Уолис и Футуна, Фиджи, Филипини, Шри Ланка, Южна Африка и Япония.
Обитава крайбрежията на океани, морета, заливи и рифове.